# إيفيري باديز تنس
إيفيري باديز تنس (بالإنجليزية: Everybody's Tennis)‏، هي لعبة فيديو يابانية، ومن نوع رياضة تنس، وهي من تطوير ستوديو كيلاب هانز، ومن نشر سوني كمبيوتر إنترتنمنت، صدرت اللعبة في الأسواق سنة 2006، وتعمل على منصة بلاي ستيشن 2 الحصرية.